# 9K115-2麦士蒂索人-M反坦克导弹
9K115-2 Metis-M是俄罗斯的反坦克导弹，麦士蒂索人导弹的改进型。其GRAU编号为"9K115-2"，北约代号则是AT-13 Saxhorn-2 (萨克斯号-2)。
该导弹為低成本的出口品，主要设计来提供连一级的车载反坦克火力，参加了2006年以黎战争。

## 相关
- 9M133短號反坦克导弹

## 阅读
- Russia's Arms Catalog 2004

## 外连
- Description of system with photos（页面存档备份，存于）
- METIS-M /M1 at Defense Update